# Ладянка
Ладянка (словац. Ladianka) — річка в Словаччині у регіоні Шариш, ліва притока Секчова, протікає в окрузі Пряшів.
Довжина — 13.5-14.8 км. Витік знаходиться в масиві Бескидське передгір'я — на висоті приблизно 580 метрів (схил гори Галягош). Протікає територією сіл Проч; Пушовце; Липники; Немцовце; Лада і Капушани
Впадає у Секчов на висоті приблизно 260 метрів.
Притоки
- праві
  - Трстянка
  - Довгий потік
- ліві
  - безіменний
  - Пушовський потік
  - Окружнянський потік
  - Трнковський потік
  - Капушанський потік